# Підглотковий ганглій
Підглотковий ганглій членистоногих і, зокрема, комах є частиною центральної нервової системи членистоногих. Як видно з його назви, він розташований нижче глотки, всередині голови. Як частина вентрального нервового канатика, він з'єднаний (через пари зв'язків) з мозком (або надглотковий ганглій (англ. supraoesophageal ganglion)) та першим грудним ганглієм (або передньогрудним ганглієм (англ. protothoracic ganglion)). Його нерви іннервують органи чуття та м’язи ротового апарату і слинних залоз.

Надглотковий ганглій (5) та підглотковий ганглій (31)

Він складається з трьох пар зрощених гангліїв, кожен з яких є зв'язаним з парними ротовими придатками. Тому зрощені частини називають мандибулярними, максилярними та лабіальними гангліями.
| Ентомологія | Це незавершена стаття з ентомології. Ви можете допомогти проєкту, виправивши або дописавши її. |